# Circonscription Woreda 2-14
La circonscription Woreda 2-14 est une des 23 circonscriptions législatives de la ville-région d'Addis-Abeba. Son représentant actuel est Abraham Tekeste Mesqele[réf. nécessaire].